# Geheißerwerb
Der Geheißerwerb beschreibt im deutschen Sachenrecht eine besondere Form der Übereignung im Sinne von § 929 Satz 1 BGB. 
Beim Geheißerwerb werden im Rahmen der sachenrechtlichen Übergabe Dritte eingeschaltet, die in keiner besitzrechtlichen Beziehung, etwa als Besitzdiener oder Besitzmittler, zu einer Partei stehen. Sogenannte Geheißpersonen können auf Erwerber- oder Veräußererseite auftreten, um beim Übergabeakt des Übereignungsgeschäfts mitzuwirken. Beim Geheißerwerb wird angenommen, dass eine Mitwirkungshandlung bei der Übergabe, die auf Weisung erfolgt, der Mitwirkungshandlung des Anweisenden gleichsteht. 
Wie das Sicherungseigentum ist der Geheißerwerb im deutschen Recht nicht ausdrücklich geregelt. Hieraus resultiert auch die Kritik an dieser Übertragungsform, der jedoch ein erhebliches Verkehrsbedürfnis für diesen Übertragungsweg entgegensteht: Zur Abkürzung umständlicher Leistungs- und Lieferungswege ist der Geheißerwerb unverzichtbar.

## Abgrenzung
Der Geheißerwerb ist vom Besitzmittlungsverhältnis sowie der Besitzdienerschaft abzugrenzen. Er unterscheidet sich von der Besitzdienerschaft insoweit, als kein Herrschaftsverhältnis zwischen der Geheißperson und der anweisenden Partei besteht. Der Unterschied zu beiden vorgenannten besitzrechtlichen Beziehungen ist somit, dass die Geheißperson allenfalls "isolierten" unmittelbaren Besitz hat und diesen beim Übertragungsakt verliert oder erwirbt (wobei es bei mehrstufigen Lieferketten auch vorkommen kann, dass die Geheißperson zu keinem Zeitpunkt Besitz an der Sache hat). Daraus folgt, dass die Geheißperson in keiner besitzrechtlichen Beziehung zu demjenigen steht, auf dessen Geheiß sie den Besitz einer Sache erwirbt oder überträgt.

## Die verschiedenen Erscheinungsformen des Geheißerwerbs
Man unterscheidet zunächst verschiedene Kategorien des Geheißerwerbs danach, auf welcher Seite die Hilfsperson eingeschaltet wird. Liefert eine Person auf Geheiß des Veräußerers aus, oder nimmt eine Person auf Geheiß des Erwerbers entgegen. Es bestehen außerdem Fälle, bei denen beide der vorbezeichneten Formen des Geheißerwerbs zusammentreffen.

### Erwerb durch Übergabe an einen Dritten
Der unmittelbare Besitz wird nicht dem Erwerber selbst, sondern der unmittelbare Besitz wird vom Veräußerer auf Geheiß des Erwerbers einem Dritten eingeräumt, der weder Besitzdiener noch Besitzmittler des Erwerbers ist (die Geheißperson). Diese Konstellation hat der BGH in folgendem Fall anerkannt: Der Verkäufer einer Maschine hatte diese auf Geheiß seines Käufers, der ein Leasingunternehmer war, an einen Leasingnehmer ausgeliefert. Die Übergabe an den Leasingnehmer steht in diesem Fall der Übergabe an den Leasingunternehmer gleich. Der Leasingunternehmer wird somit durch die Übergabe an den Leasingnehmer Eigentümer, ohne jemals Besitzer der Sache geworden zu sein.

### Erwerb durch Übergabe durch einen Dritten
In dieser Konstellation händigt der Veräußerer die Sache dem Erwerber nicht selbst aus. Auf Geheiß des Veräußerers wird ein Dritter tätig, der weder sein Besitzdiener noch sein Besitzmittler ist (die Geheißperson). Eine klassische Konstellation bietet folgender Fall: V hat G eine Maschine verkauft und geliefert. Noch vor der Abnahme stellt G fest, dass die gelieferte Maschine nicht die vertraglich bestimmte Kapazität besitzt und stellt sie sofort wieder dem V zur Verfügung. V verkauft die Maschine an E und bittet den G, die Maschine an E weiterzusenden. Wie der Fall zeigt, ist G nicht Eigentümer geworden, da er gleichsam mit der Abnahme auch eine dingliche Einigung zurückgewiesen hat. Auch steht er in keiner besitzrechtlichen Beziehung zum Veräußerer, da er weder Besitzmittler noch Besitzdiener des V ist. Gleichwohl vollzieht sich durch die Übergabe des G an E ein Eigentumserwerb von V an E.

### Kombination beider Fälle
Daneben gibt es Fälle, in denen sowohl auf Erwerberseite, als auch auf Veräußererseite eine Hilfsperson beim Übertragungsakt mitwirkt, die jeweils in keiner besitzrechtlichen Position zum Erwerber oder Veräußerer stehen. Diese Konstellationen werden auch unter dem Begriff doppelter Geheißerwerb zusammengefasst.
Man unterscheidet den gleichstufigen, den zweistufigen oder den mehrstufigen Geheißerwerb.

#### Gleichstufiger Geheißerwerb
Im Rahmen eines einheitlichen Erwerbsvorgangs treten auf beiden Seiten Geheißpersonen auf. Die Sache wird von einer Geheißperson des Veräußerers an eine weitere Geheißperson des Erwerbers durch Übertragung des unmittelbaren Besitzes übereignet.

#### Zweistufiger Geheißerwerb
Der zweistufige Geheißerwerb liegt vor, wenn der Erstverkäufer auf Weisung seines Vertragspartners die verkaufte Ware unmittelbar an einen Endabnehmer liefert (Lieferkette). Der Erstveräußerer hat keinerlei vertragliche Beziehung zum Enderwerber. Diese Abfolge findet sich häufig in der Beziehung eines Herstellers zum Zwischenhändler und dessen Kunden. Diese Konstellation wird auch als Streckengeschäft bezeichnet. Schuldrechtlich ist der Zwischenhändler einerseits Käufer der Erstveräußerers, andererseits Verkäufer des Enderwerbers. Sachenrechtlich wird in der Verschaffung des unmittelbaren Besitzes durch den Erstveräußerer an den Enderwerber auf Anweisung des Zwischenhändlers auch eine Eigentumsübertragung an den Zwischenhändler gesehen. Charakteristisch ist, dass sowohl der Erstveräußerer als auch der Enderwerber bei dem Erwerbsvorgang als Geheißperson des Zwischenhändlers auftreten. Zum einen ist der Enderwerber die Geheißperson des Zwischenhändlers für den Besitzerwerb vom Erstveräußerer, denn er nimmt die Sache auf Geheiß des Zwischenhändlers entgegen. Zum anderen ist der Erstveräußerer für den Übertragungsakt zwischen dem Zwischenhändler und dem Endabnehmer Geheißperson auf der Veräußererseite, denn er übergibt auf Geheiß des Zwischenhändlers eine Sache (Durchgangsgeheißerwerb). Die Einigungen der dinglichen Geschäfte können entweder antizipiert, parallel zur Vornahme des Kaufvertrags erklärt werden. Denkbar ist aber auch, dass der Zwischenhändler den Erstveräußerer und den Enderwerber unter Befreiung vom Verbot des § 181 BGB dazu ermächtigt die Einigungen zu erklären.

#### Mehrstufiger Geheißerwerb
Eine komplexere Variante des Streckengeschäfts bildet der sogenannte mehrstufige Geheißerwerb. Er unterscheidet sich vom zweistufigen Geheißerwerb nur durch eine größere Anzahl an Zwischenhändlern (mindestens zwei). Eine solche Fallgestaltung liegt zum Beispiel vor, wenn ein Hersteller mit einem Zwischenhändler kontrahiert. Dieser Zwischenhändler schaltet einen weiteren Zwischenhändler ein, bevor die Sache einen Endabnehmer erreichen soll. Mehrstufige Kombinationsfälle dieser Art führen zu Geheißketten. Der BGH hat in einem solchen Fall angenommen, das Eigentum gehe "von dem ersten Verkäufer nacheinander, über alle Glieder der Kette auf den letzten Abnehmer über". Die Auslieferung vom Erstverkäufer an den Letztverkäufer führt damit nach überwiegender Ansicht für jeweils eine "logische Sekunde" zum Durchgangseigentumserwerb der beteiligten Zwischenhändler.

## Kritik
Es gibt jedoch auch Gegenstimmen, die entweder den Geheißerwerb völlig ablehnen oder aber den Durchgangserwerb verneinen.
- Die grundsätzliche Ablehnung des Geheißerwerbes wird damit begründet, die Anweisungsfälle ließen sich über ein Besitzmittlungsverhältnis lösen.[7] Dies kann schon deshalb nicht überzeugen, da ein Besitzmittlungsverhältnis stets auf eine gewisse Dauer angelegt ist und nicht nur für den Moment des Eigentumsübergangs vereinbart wird[8]

- Außerdem gibt es Stimmen, die den Durchgangserwerb ablehnen und stattdessen einen direkten Erwerb des Letzterwerbers vom Erstveräußerer über § 185Abs. 2 Satz 1 Alternative 2 BGB annehmen.[9] Wieder andere vertreten, die Verfügung des Zweitveräußerers werde wirksam durch Genehmigung gemäß § 185 Abs. 2 BGB.[10]

Zwar stellt die Zulassung des Geheißerwerbs, wie ihn die Rechtsprechung und die herrschende Meinung annimmt, eine beträchtliche Aufweichung des Traditionsprinzips dar, demzufolge der Eigentumsübergang neben der Einigung auch eine Verschaffung des Besitzes voraussetzt. Gegen diese Kritik wird jedoch vorgebracht, dass die Publizitätsfunktion des Traditionsprinzips bei bloßem Durchgangserwerb in Lieferketten ohnehin leerlaufen muss. Teilweise wird sogar angeführt der Geheißerwerb sei mit dem Traditionsprinzip insoweit zu vereinbaren, da die kundgetane Besitzverschaffungsmacht ausreiche. Aus pragmatischen Gründen ist zu bemerken, dass der Geheißerwerb in einer modernen Wirtschaftsordnung unverzichtbar ist. Es wäre in Lieferketten unwirtschaftlich, zur Erfüllung der jeweiligen Schuldverträge die Sache zuerst zu einem oder gar mehreren Zwischenhändlern zu befördern, bevor der Letzterwerber einer Lieferkette die Sache erhält. Die praktische Relevanz des Geheißerwerbs ist angesichts der hoch ausdifferenzierten Arbeitsteiligkeit und der dreistufigen Absatzgefüge in zahlreichen Branchen kaum zu unterschätzen. Darüber hinaus zeigen die §§ 930, 931 BGB, dass Erwerbsformen ohne unmittelbaren Besitz des Erwerbers oder Veräußerers dem BGB nicht fremd sind. Gegen den Direkterwerb des Erstveräußerers zum Letzterwerber sprechen insbesondere Sicherungsinteressen des Mittelsmannes. Nicht selten wird beim Streckengeschäft auch ein Eigentumsvorbehalt vereinbart. Der Zweitveräußerer hat daher ein erhebliches wirtschaftliches Interesse daran, selbst als Veräußerer aufzutreten. Diese Sicherheit würde er aber verlieren, wenn ein Direkterwerb zwischen dem Erstverkäufer und dem Letzterwerber angenommen würde. Der Veräußerer der ersten Stufe weiß in der Regel nicht, aus welchen Gründen er an einen Dritten liefert, sodass die Annahme einer Genehmigung oder Zustimmung der Verfügung des Mittelsmannes konstruiert wirkt. Letztlich entspricht diese Lösung der Relativität der Schuldverhältnisse, wonach die Rückabwicklung von Rechtsgeschäften innerhalb der jeweils geschlossenen Kausalbeziehung stattfindet.

## Scheingeheißerwerb
Umstritten ist ferner die Anerkennung eines sogenannten „Scheingeheißerwerbes“. Darunter versteht man eine Fallgestaltung des gutgläubigen Erwerbs, in der ein Anweisungsverhältnis im Sinne des Geheißerwerbes tatsächlich nicht vorliegt. Vielmehr möchte die vermeintliche Geheißperson eine eigene Verbindlichkeit erfüllen. Das Gegenüber versteht das Auftreten desjenigen, der die Sache übergibt oder annimmt jedoch so, als würde es auf Geheiß eines Anderen vollzogen. Der BGH hat den gutgläubigen Erwerb von einer Scheingeheißperson wiederholt anerkannt.
Es gibt jedoch auch Kritik an dieser Rechtsprechung. Gegen die Anerkennung des Scheingeheißes wird angeführt, es fehle an einem ausreichenden Rechtsschein. Allein der gute Glaube an "das Vorhandensein des Rechtsscheinträgers" sei nicht geschützt. Die Gutglaubensvorschriften verlangten gegenüber dem Erwerb vom Berechtigten ein "Mehr". Dieses Mehr sei im Besitz zu erblicken, sodass eine bloße Besitzverschaffungsmacht nicht genüge.
Für die Anerkennung des Scheingeheißerwerbs wird argumentiert, der Rechtsschein eines Geheißerwerbes sei dem ursprünglichen Eigentümer zuzuordnen. Es liege in seiner Hand die Verhältnisse aufzuklären. Es bestehe der Rechtsschein einer Besitzverschaffungsmacht. Die Anerkennung des Scheingeheißerwerbes sei konsequent, wenn man den Geheißerwerb für zulässig hält. Ferner korreliere die Anerkennung des Scheingeheißerwerbs mit dem herrschenden Leistungsbegriff, wonach es im Zweifel auf die Sicht eines objektiven Empfängers in der konkreten Position des Leistungsempfängers ankommt. Anderenfalls entstehe eine unbillige Situation, da der Erwerber Kondiktionsansprüchen der Geheißperson gemäß § 816 BGB ausgesetzt sei, denen er seine erbrachte Kaufpreiszahlung an den Erstverkäufer nicht entgegenhalten könne, also doppelt zahlen müsse.